# Жаклін Фернандес
Жаклін Фернандес (англ. Jacqueline Fernandez; нар.. 11 серпня 1985 року) — індійська і шрі-ланкійська акторка змішаного походження. Колишня модель і переможниця конкурсу «Міс Шрі-Ланка» (англ. Miss Universe Sri Lanka 2006 року, учасниця конкурсу Місс Всесвіт 2006.

## Життєпис
Жаклін Фернандес народилася 11 серпня 1985 року в Манамі, Бахрейн. Її батько — Елрой, родом з Шрі-Ланки, мати Кім — із Малайзії. Родичі по материнській лінії походили з Індії. Батько переїхав до Бахрейна в 1980-х роках, щоб уникнути заворушень між тамілами і сингалами. Тут познайомився з її матір'ю, яка була стюардесою.
Жаклін була молодшою з чотирьох дітей, маючи старших сестру і двох братів. З 14 років вона почала брати участь в телевізійних шоу в Бахрейні. Після навчання в школі закінчила університет Сіднея в Австралії зі ступенем у галузі масових комунікацій і працювала телевізійною репортеркою на Шрі-Ланці. Одночасно вивчала іспанську, французьку та арабську мови в школі Berlitz.
За словами Фернандес, вона прагнула стати акторкою з юного віку і мріяла про кар'єру Голлівудської кінозірки. Певну акторську підготовку вона здобула в школі John School of Acting. Будучи репортеркою, приймала пропозиції від модельного бізнесу. У 2006 році стала «Міс Шрі-Ланка» і представляла свою країну на всесвітньому конкурсі Міс Всесвіт 2006, який відбувся в Лос-Анджелесі. У тому ж році вона з'явилася в музичному відео на пісню «O Sathi» дуету виконавців Батхен і Сантхуш.
У 2009 році Фернандес вирушила до Індії, де вивчала акторську майстерність під керівництвом театрального режисера Баррі Джона (англ. Barry John). Успішно пройшла прослуховування до фентезі-фільму «Аладін» (2009), який став її акторським дебютом, хоча через незнання гінді її персонажку озвучила Мона Гхош Шетті. Хоча фільм провалився в прокаті, за свою роль вона отримала IIFA Award за найкращий жіночий дебют.
У 2011 році вийшов фільм «Спокуса заміжньої жінки 2», де вона зіграла в парі з Емраном Хашмі. Фільм став першим комерційним успіхом в її кар'єрі. Наприкінці 2011 року погодилася на головну роль у фільмі сингальскою мовою Pragaveya, який для неї повинен стати дебютом в кінематографі Шрі-Ланки, але домовитися з продюсерами і режисером не вдалося, через зайнятість в Боллівуді .
У 2013 році вона зіграла таємничу дівчину Омішу у фільмі " Гонка 2 ", фільм мав комерційний успіх. У тому ж році їй запропонували станцювати в item-номері для телугумовного фільму «Дорога додому», але домовитися з продюсерами не вдалося, і замість неї цей номер зняли за участю Софії Чоудрі.
На початку 2015 року вона з'явилася на екранах в романтичному трилері «Трилогія» («Рой»), де виконала подвійну роль, журналістку Айшу Аамір та Тію Десай. На жаль, фільм провалився в прокаті. У тому ж році в спортивній драмі " Брати " вона зіграла дружину головного героя Девіда, безстрашну жінку, яка бореться за свою дитину. Свою роль вона назвала «складною», «інтенсивною» та «важкою». Ця робота знаменувала відхід від гламурних персонажок, з якими вона асоціювалася раніше. Критики розхвалили її роботу, хоча їх реакція на фільм була неоднозначною.
У 2017 році вийшов фільм A Gentleman, де вона знялася в парі з Сідхартом Малхотра, і який провалився в прокаті. Іншою прем'єрою того року став ремейк культового фільму " Безтурботні близнюки ", де вона повторила роль, яку в оригіналі виконала Карішма Капур. Фільм мав комерційний успіх.
У 2018 році у фільмі «Бунтар 2» акторка виконала танець в item-номері на пісню «Ek Do Teen», що є кавер-версією однойменної пісні з фільму «Пекуча пристрасть». Однак нову версію пісні і танець критики оцінили негативно, хоча сам фільм мав комерційний успіх. У тому ж році вийшов фільм «Гонка 3», який став сиквелом фільму 2013 року. Незважаючи на негативні відгуки, фільм мав комерційний успіх .
Зараз знімається у фільмі Drive в парі з Сушантом Сінгх Раджпутом, але через затримку зйомок і її щільний графік реліз фільму був відкладений на 2019 рік. Також за її участі вийдуть два англомовних фільми Definition of Fear та According to Mathew.

## Особисте життя
Фернандес постійно підтримує тісні стосунки зі своєю родиною. У 2008 році вона почала зустрічатися бахрейнським принцом Hassan bin Rashid Al Khalifa, розлучилася у 2011. В цьому ж році під час зйомок фільму Housefull 2 почала стосунки з індійським режисером Саджидом Ханом, які зацікавили ЗМІ Індії. Повідомлялося про швидке весілля, але відносини закінчилися в травні 2013 року .
Крім кар'єри акторки, Жаклін Фернандес підтримує благодійні організації, зокрема " Люди за етичне поводження з тваринами " (англ. PETA У 2014 році вона була названа «жінкою року» індійським відділенням PETA за пропаганду захисту тварин. Наступного року вона продала з аукціону деякі свої наряди, віддавши отримані гроші на благодійні цілі.

## Фільмографія
| Рік  |   | Українська назва          | Оригінальна назва           | Роль                              |
| ---- | - | ------------------------- | --------------------------- | --------------------------------- |
| 2009 | ф | Аладін                    | Aladin                      | Жасмин                            |
| 2010 | ф | Знати б звідки прийшла    | Jaane Kahan Se Aayi Hai     | Тара                              |
| 2011 | ф | Спокуса заміжньої жінки 2 | Murder 2                    | Прія                              |
| 2012 | ф | Повний будинок 2          | Housefull 2                 | Боббі Капур                       |
| 2013 | ф | Гонка 2                   | Race 2                      | Оміша                             |
| 2014 | ф | Драйв                     | Kick                        | Шайна Мехра                       |
| 2015 | ф | Трилогія / Рой            | Roy                         | Айша / Ку                         |
| 2015 | ф | Бангістан                 | Bangistan                   | Розанна (Розі) ( камео )          |
| 2015 | ф | Брати                     | Brothers                    | Дженні Фернандез                  |
| 2015 | ф |                           | Definition of Fear (англ.)  | Сара Фордінг                      |
| 2016 | ф | Повний будинок 3          | Housefull 3                 | Гангу «Грейсі» Пателі             |
| 2016 | ф | Постріл                   | Dishoom                     | Ішик                              |
| 2016 | ф | Літаючий Джатта           | A Flying Jatt               | Кірті                             |
| 2017 | ф |                           | According to Mathew (англ.) | Дафні Рейнольдс                   |
| 2017 | ф | Джентльмен                | A Gentleman                 | Кабія                             |
| 2017 | ф | Безтурботні Близнюки 2    | Judwaa 2                    | Алішка                            |
| 2018 | ф | Бунтар 2                  | Baaghi 2                    | Могіні в item-номері «Ek Do Teen» |
| 2018 | ф | Драйв                     | Drive                       | Тара                              |
| 2018 | ф | Гонка 3                   | Race 3                      |                                   |